# 趙思敏
趙思敏（1557年—？），字學甫，號屿南，山東登州府蓬萊縣人，民籍，明朝政治人物。

## 生平
萬曆十年（1582年）壬午科山東鄉試七十一名，萬曆十四年（1586年）丙戌科會試二百十六名，登三甲第一百三名進士。刑部观政，授山西阳城县知县。

## 家族
曾祖趙海；祖父趙翥；父趙源。母王氏。弟思聪（增廣生）、思恭（增廣生）、思泰（生员）。